# Nigidius cornutus
Nigidius cornutus es una especie de coleóptero de la familia Lucanidae.

## Distribución geográfica
Habita en Malaya y Camboya.